# Aporum escritorii
Aporum escritorii é uma espécie de orquídea epífita de hábito pendente e flores pequenas, que habita Luzon, nas Filipinas.